# Pallenopsis capensis
Pallenopsis capensis är en havsspindelart som beskrevs av Barnard, K.H. 1946. Pallenopsis capensis ingår i släktet Pallenopsis och familjen Phoxichilidiidae. Inga underarter finns listade i Catalogue of Life.